# Kori Ginguiri
Kori Ginguiri est un village de l'arrondissement de Banikoara dans l'Alibori dans le nord du Bénin.

La population est de 3 586 habitants au recensement de 2013.